# Пуксоозеро (посёлок)
Пуксоозеро — посёлок (в 1944—2013 — посёлок городского типа) в Плесецком районе Архангельской области Российской Федерации. Административный центр Пуксоозерского сельского поселения.

## География
Расположен на реке Пукса в 22 км от Плесецка, в 16 км от станции Пукса, расположенной на железнодорожной линии Коноша — Обозёрская Северной железной дороги. Ранее в посёлке располагалось управление ныне разобранной Мехреньгской железной дороги (восточной ветви Заонежской железной дороги).

## Демография
| Численность населения, чел. | Численность населения, чел. | Численность населения, чел. | Численность населения, чел. | Численность населения, чел. | Численность населения, чел. |
| 1959                        | 1970                        | 1979                        | 1989                        | 2002                        | 2010                        |
| --------------------------- | --------------------------- | --------------------------- | --------------------------- | --------------------------- | --------------------------- |
| 6532                        | 9851                        | 8864                        | 4255                        | 2169                        | 1212                        |

## История
Посёлок возник в 1930-е годы и стал центром Мехреньгского ИТЛ.
С февраля 1938 года началось строительство целлюлозного завода № 1 силами заключённых Онеглага, штаб размещался в посёлке Плесецке. В мае 1939 года целлюлозный завод № 1 был пущен в эксплуатацию, началось производство целлюлозы для производства пороха. В 1966 году произведёно рекордное количество целлюлозы 19,7 тысяч тонн..
Статус рабочего посёлка присвоен указом Президиума Верховного Совета РСФСР от 27 июня 1944 года.
В посёлке до 1960-х годов имелась узкоколейная железная дорога незначительной протяжённости, обслуживавшая вывоз древесины и целлюлозный завод ().
В Пуксоозере на протяжении многих лет располагалось 14 исправительно-трудовых колоний, в которых содержалось более пятнадцати тысяч заключённых. Непосредственно в самом посёлке находилось три. Остальные связывала между собой 140-километровая железная дорога. Именно на них возлагалась роль заготовителей леса. В 1992 году были ликвидированы все исправительные колонии.
С 1994 года завод прекратил своё существование.
Официально Государственное предприятие «Целлюлозно — бумажный завод N 1» было ликвидировано 2 февраля 1999 года.
До начала 1990-х годов в посёлке действовал ряд крупных предприятий: целлюлозный завод, КМ-401, в/ч 6513 и локомотивное депо Мехреньгской железной дороги. В 1990-х годах был закрыт КМ-401, расформирована в/ч 6513, а затем и локомотивное депо. Тяжелейший удар по посёлку нанесло закрытие и уничтожение в 2001 году железной дороги Пуксоозеро — Пукса, последнего сохранявшегося участка старой Мехреньгской железной дороги, которая была «дорогой жизни» для Пуксоозера.
По состоянию на 2002 год, жители посёлка работают в интернате для престарелых и в немногочисленных предприятиях торговли. Посёлок не имеет перспектив развития и в будущем может быть закрыт.
С 2013 года — сельский населённый пункт.

## Топографические карты
- Лист карты P-37-XVII,XVIII Пуксоозеро. Масштаб: 1 : 200 000. Указать дату выпуска/состояния местности.